# Olimbiàs
L'Olimbiàs és una reconstrucció d´un antic trirrem atenès i un exemple important d´arqueologia experimental. És també un vaixell encarregat per l'Armada grega, l'únic de la seva classe al món.

## Història
L'Olimbiàs va ser construït entre els anys 1985 a 1987 per un constructor de naus al El Pireu. El seu disseny es va inspirar en els esbossos de l'arquitecte naval John F. Coates, que els va desenvolupar després d'un intercanvi de parers amb l'historiador John S. Morrison al llarg d'una sèrie d'articles publicats a The Times als anys 80. El treball va ser supervisat pel professor Charles Willink i va recopilar proves de la literatura, la història d'art i l'arqueologia de Grècia. El finançament va provenir de l'Armada grega i donants com Frank Welsh (un banquer, escriptor i entusiasta dels trirrems).